# East Imphal (huyện)
Huyện East Imphal là một huyện thuộc bang Manipur, Ấn Độ. Thủ phủ huyện East Imphal đóng ở Porompat. Huyện East Imphal có diện tích 710 ki lô mét vuông. Đến thời điểm năm 2001, huyện East Imphal có dân số 393780 người.